# Glen Matlock
Glen Matlock (Londres, Inglaterra, 27 de agosto de 1956) es un bajista y cantante británico conocido por haber sido uno de los miembros fundadores del grupo pionero del punk Sex Pistols. A diferencia del resto de la banda, Matlock provenía de una familia de clase media, era un músico más profesional y había estado con anterioridad en una escuela de arte.

## Biografía
Según las palabras del batería Paul Cook Matlock era el miembro más activo en cuanto a la composición musical mientras que Johnny Rotten se encargaba de escribir las letras para las canciones del grupo. El bajista es acreditado como cocompositor de 10 de los 12 temas de Never Mind the Bollocks, Here's the Sex Pistols, el único álbum de estudio de la banda. Glen fue expulsado de los Sex Pistols por los otros miembros supuestamente porque "se lavaba los pies muy a menudo y le gustaban los Beatles" y porque necesitaba consultar la opinión de su madre antes de tocar las canciones del grupo, en palabras de Johnny Rotten. Por otro lado, el documental The Filth and the Fury de 1999 sugiere que el mánager del grupo, Malcolm McLaren, creó tensión entre Johnny Rotten y Matlock para colocar a Sid Vicious como bajista en la banda, mientras que en su autobiografía, I Was a Teenage Sex Pistol, Glen asegura que se fue porque "estaba cansado de toda la mierda". Poco después de dejar a los Pistols Glen Matlock formó junto a Midge Ure el grupo de New Wave The Rich Kids.
Además de esto, el bajista tocó brevemente en la banda de Sid Vicious Vicious White Kids, en el álbum Soldier de Iggy Pop y en Not of This Earth de The Damned. En la autobiografía de John Lydon (Johnny Rotten) el vocalista de la banda da a entender erróneamente que también tocó en algunos de los temas de Never Mind the Bollocks, sin embargo el único donde las grabaciones de bajo son suyas es "Anarchy in the UK".
Glen Matlock tocó con Sex Pistols en sus reuniones de 1996 a 2008. En los años 2000 ha tocado también en The Philistines y The Flying Padovani's, esta última del exmiembro de The Police Henry Padovani. Lo que resulta paradójico es que Matlock, expulsado por no respetar el estilo de vida punk de los Sex Pistols, es el único que aún continúa realizando giras con distintas bandas. Matlock ha hablado públicamente en contra del Brexit.

## Discografía
| Disco                                                                  | Banda                            | Año  | Grabación |
| ---------------------------------------------------------------------- | -------------------------------- | ---- | --------- |
| Never Mind the Bollocks, Here's the Sex Pistols                        | Sex Pistols                      | 1977 | Estudio   |
| Ghosts Of Princess In Towers                                           | The Rich Kids                    | 1978 | Estudio   |
| Vicious White Kids                                                     | Vicious White Kids               | 1978 | Estudio   |
| The Vicious White Kids featuring Sid Vicious / Vicious White Kids Live | Vicious White Kids               | 1978 | En vivo   |
| Filthy Lucre Live                                                      | Sex Pistols                      | 1996 | En vivo   |
| Open Mind                                                              | Glen Matlock and the Philistines | 2000 | Estudio   |
| On Something                                                           | Glen Matlock and the Philistines | 2004 | Estudio   |
| Born Running                                                           | Glen Matlock and the Philistines | 2010 | Estudio   |